# Баччини, Джузеппе
Джузеппе Баччини (итал. Giuseppe Baccini; 7 апреля 1851, Барберино-ди-Муджелло — 17 ноября 1922, Флоренция) — итальянский литературовед и библиотекарь.
Получил образование как фармацевт и до 1890-х годов работал по первоначальной специальности, уже публикуя работы по истории тосканского региона и итальянской литературы. С 1899 года и до конца жизни — сотрудник флорентийской Национальной библиотеки.
Под редакцией и/или с предисловием Баччини были опубликованы некоторые проповеди Савонаролы, «Фацеции попа Арлотто», ироикомическая поэма Бартоломео Корсини, многочисленные ранее не публиковавшиеся письма и документы. Среди его статей имела значение статья «Заметки о некоторых священных комедиях, представленных во Флоренции в XVII веке» (итал. Notizie di alcune commedie sacre rappresentate in Firenze nel secolo XVII; 1889). Кроме того, Баччини некоторое время занимал должность инспектора охраны памятников региона Муджелло, из которого был родом, и оставил ряд публикаций по поводу этих памятников. В 1892—1893 годах издавал «Историко-литературный бюллетень Муджелло» (итал. Bollettino storico-letterario del Mugello), в 1902—1904 годах — ежемесячник «Giotto».